# 魯道夫·湯席茲
魯道夫·湯席茲（Rudolf Tomsits，1946年5月12日—2003年6月11日）是匈牙利的爵士樂樂手，擅長演奏小號與柔音號。23歲時以四重奏成員的身份參加蒙特婁爵士音樂節。